# Domingo Bertolino
Domingo Miguel Bertolino (Córdoba; 16 de mayo de 1912- 10 de junio de 1980) fue un exfutbolista argentino que se desempeñaba como defensor o Back izquierdo; formó parte del Club Atlético Talleres a lo largo de su carrera profesional; actualmente todavía conserva el récord de mayor cantidad de presencias en el Clásico Cordobés con 34.

## Trayectoria

### Talleres
Domingo surgió de las divisiones inferiores de Talleres y consiguió debutar en el primer equipo el 30 de noviembre de 1930. Es considerado uno de los máximos ídolos de la institución cordobesa, jugando un total de 336 partidos oficiales convirtiendo 2 goles. A la actualidad es el jugador con más presencias (34) en el Clásico Cordobés. Formó parte del equipo que disputó el primer partido profesional de la historia de la institución, el 26 de febrero de 1933 frente a Platense; El Matador cayó por 3 a 2. También disputó una serie de partidos muy recordados incluyendo un amistoso frente a la Selección Argentina el 18 de marzo de 1934, el primero en la historia del club; con motivo de preparación para la Copa del Mundo de 1934, el partido terminó 0 a 0. En un 12 de octubre de 1944, 31.er aniversario de la fundación de Talleres, formó parte del equipo que aplastó a Boca Juniors por 7 a 3, una de las derrotas más vergonzosas de la historia del cuadro Xeneize.